# Macromitrium vesiculatum
Macromitrium vesiculatum là một loài Rêu trong họ Orthotrichaceae. Loài này được (Herzog) Herzog mô tả khoa học đầu tiên năm 1916.